# بتمن: دشمن درون
«بتمن: دشمن درون» (انگلیسی: Batman: The Enemy Within) یک بازی ویدئویی در سبک بازی ماجراجویی است که توسط تل‌تیل گیمز و در پلت‌فرم‌های مایکروسافت ویندوز، اکس‌باکس وان، پلی‌استیشن ۴، اندروید، آی‌اواس، نینتندو سوئیچ و مک‌اواس منتشر شده‌است.